# HD 37784
HD 37784，又名BD+22 996，SAO 77420、HR 1954，是一颗恒星，视星等为6.36，位于銀經184.93，銀緯-3.96，其B1900.0坐标为赤經5h 36m 1.1s，赤緯+22° -3.96′ 36″。